# John Yallop
John C. Yallop (* 24. Oktober 1949 in Luton) ist ein ehemaliger britischer Ruderer, der 1976 eine olympische Silbermedaille im Achter gewann.

## Sportliche Karriere
Der 1,98 m große John Yallop belegte bei den Europameisterschaften 1973 in Moskau zusammen mit Leonard Robertson den zehnten Platz im Zweier ohne Steuermann. Bei den Weltmeisterschaften 1974 in Luzern siegte der Achter aus den Vereinigten Staaten vor dem Achter aus dem Vereinigten Königreich, der in der Besetzung Frederick Smallbone, John Yallop, Timothy Crooks, Hugh Matheson, David Maxwell, Jim Clark, William Mason, Leonard Robertson und Steuermann Patrick Sweeney antrat. Dies war die erste Weltmeisterschaftsmedaille für einen britischen Männer-Achter.
1975 ruderten Mason, Clark, Robertson und Yallop bei den Weltmeisterschaften in Nottingham im Vierer ohne Steuermann und belegten den vierten Platz mit über fünf Sekunden Rückstand auf die drittplatzierten Rumänen. Bei den Olympischen Spielen 1976 in Montreal startete der britische Achter in der Besetzung Richard Lester, John Yallop, Timothy Crooks, Hugh Matheson, David Maxwell, Jim Clark, Frederick Smallbone, Leonard Robertson und Patrick Sweeney. Im Vorlauf belegten die Briten mit fast fünf Sekunden Rückstand auf den Achter aus der DDR den zweiten Platz. Mit einem Sieg im Hoffnungslauf erreichten die Briten das Finale. Im Finale gewann der Achter aus der DDR mit zweieinhalb Sekunden Vorsprung auf die Briten, die ihrerseits zweieinhalb Sekunden Vorsprung auf die drittplatzierten Neuseeländer hatten.